# The Death of the Incredible Hulk
The Death of the Incredible Hulk (no Brasil, A Morte do Incrivel Hulk; em Portugal, A Morte de Hulk) é o ultimo telefilme da antiga série "O Incrível Hulk", lançado em 1990 e estrelado por Bill Bixby (1934–1993) e Lou Ferrigno.
Conta a história de David Banner, um cientista à procura de sua cura sob o "abominável Hulk" que lhe atormentava sempre que se exaltava. O filme relata uma história de escolhas, tanto bem como mal, vida ou morte.

## Sinopse
The Death of the Incredible Hulk conta a história de um cientista, o Dr. David Banner (Bill Bixby), que quando irritado, transforma-se em um ser poderoso e gigantesco chamado Hulk (Lou Ferrigno). Desesperado para livrar-se desse alter ego monstruoso de uma vez por todas, Banner penetra em um laboratório das pesquisas governamentais dirigido pelo Dr. Ronald Pratt (Philip Sterling), com a esperança de encontrar uma solução para o problema. Quando Pratt descobre o drama de Banner, oferece-lhe ajuda. Mas uma bela espiã, chamada Amy (Barbara Tarbuck), que tem como tarefa roubar as descobertas de Pratt para entregá-las aos terroristas, obriga David Banner a escolher entre amor e lealdade, bem e mal... Eventualmente, vida ou morte.

## Elenco
- Bill Bixby – Dr. David Banner
- Lou Ferrigno – Hulk
- Elizabeth Gracen – Jasmin
- Philip Sterling – Dr. Ronald Pratt
- Barbara Tarbuck – Amy
- Anna Katarina – Bella Voshenko
- John Novak – Zed
- Andreas Katsulas – Kasha
- Chilton Crane – Betty
- Carla Ferrigno – Caixa do Banco
- Duncan Fraser – Tom
- Dwight McFee – Benn
- Lindsay Bourne – Sr. Crane
- Mina E. Mina – Pauley
- Marlane O'Brien – Agente Luanne Croup
- Garwin Sanford – Agente Shoup
- Justin DiPego – Dodger
- Fred Henderson – Aaron Colmer
- Judith Maxie – Dr. Carbino
- French Tickner – George Tilmer
- Brian Knox McGugan – Alley Thug (não creditado)
- Susan Sullivan – Dra. Elaine Marks (não creditado)
- Sonny Surowiec – Terrorista (não creditado)

## Curiosidades
- Mesmo após a morte do Incrível Hulk, os criadores do personagem pretendiam lançar um quarto filme, intitulado The Revenge of the Incredible Hulk (no Brasil, "A Vingança do Incrível Hulk"), estava sendo produzido e Gerald Di Pego escreveria o roteiro, mas o projeto foi cancelado após Bill Bixby descobrir que tinha câncer.[2] Neste filme, David Banner passaria a trabalhar com o objetivo de evitar acidentes como o que causou sua transformação, mas é capturado e coagido a transformar seus agentes em seres parecidos com Hulk. Segundo Di Pego, o cientista teria que recriar o acidente para frustrar os planos de seus inimigos.[3]